# Origin (película de 2023)
Origin es una película dramática estadounidense de 2023 escrita y dirigida por Ava DuVernay. Está basado en Casta: el origen de lo que nos divide de Isabel Wilkerson. Está protagonizada por Aunjanue Ellis, Niecy Nash-Betts, Jon Bernthal, Vera Farmiga, Jasmine Cephas Jones, Nick Offerman y Connie Nielsen.
La cinta fue seleccionada para competir por el León de Oro a la mejor película en el Festival de Cine de Venecia de 2023. Fue estrenada de forma limitada el 8 de diciembre de 2023, antes de expandirse el 19 de enero de 2024.

## Reparto
- Aunjanue Ellis como Isabel Wilkerson
- Jon Bernthal como Brett Hamilton
- Vera Farmiga como Kate
- Audra McDonald como Miss Hale
- Niecy Nash Betts como Marion
- Nick Offerman como Dave
- Blair Underwood como Amari
- Donna Mills como Mrs. Copeland
- Leonardo Nam como Nathan
- Connie Nielsen como Sabine
- Finn Wittrock como August Landmesser
- Victoria Pedretti como Irma Eckler
- Mieke Schymura como Nigella
- Emily Yancy como la madre de Isabel
- Jasmine Cephas Jones como Elizabeth Davis
- Isha Blaaker como Allison Davis
- Myles Frost como Trayvon Martin
- Gaurav J. Pathania como B.R. Ambedkar
- Suraj Yengde como él mismo

## Producción
En octubre de 2020, se anunció que Ava DuVernay dirigiría, escribiría y produciría una adaptación cinematográfica de Casta: el origen de lo que nos divide para Netflix. En enero de 2023, Aunjanue Ellis, Niecy Nash-Betts, Jon Bernthal, Vera Farmiga, Jasmine Cephas Jones, Nick Offerman y Connie Nielsen se unieron al elenco de la película, sin Netflix. En febrero de 2023, Audra McDonald, 
, Blair Underwood, Victoria Pedretti, Isha Blaaker, Finn Wittrock, Leonardo Nam y Donna Mills se unieron al elenco de la película.